# Fabri Fibra

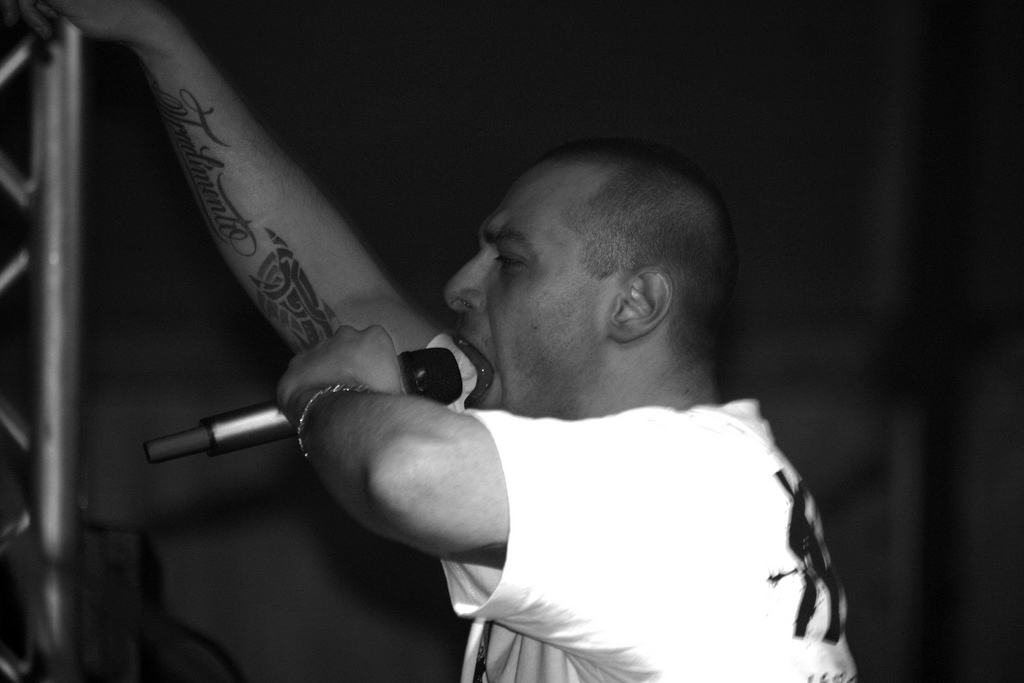
Fabri Fibra (2008)

Fabri Fibra (* 17. Oktober 1976 in Senigallia als Fabrizio Tarducci) ist ein italienischer Rapper. Er ist einer der kommerziell erfolgreichsten italienischsprachigen Rapper.

## Karriere
Fabrizio Tarducci begann sich als Jugendlicher für Musik zu interessieren. Sein künstlerisches Pseudonym Fabri Fibra ist ein Wortspiel mit der Kurzform seines Vornamens. Im Jahre 1995 nahm er seine erste Demo auf. Er war im Hip-Hop-Kollektiv Teste Mobili Crew aktiv und schloss sich mit dem Produzenten DJ Lato zur Gruppe Uomini di Mare zusammen. Sie veröffentlichten das Album Sindrome di fine millennio (1999) sowie mehrere Demos und EPs.
2002 begann Fabri Fibra seine Solokarriere mit dem Album Turbe giovanili, das er in Zusammenarbeit mit Neffa veröffentlichte. Zwei Jahre später folgte Mr. Simpatia, in Zusammenarbeit mit seinem Bruder Nesli. 2006 unterschrieb der Rapper einen Plattenvertrag mit dem Major-Label Universal. Das erste Album trug den Titel Tradimento und erreichte auf Anhieb die Spitze der italienischen Charts. Auch die Single Applausi per Fibra war erfolgreich. Schon ein Jahr später legte er Bugiardo nach, das 2008 noch einmal neu aufgelegt wurde und die Single In Italia in Zusammenarbeit mit Gianna Nannini enthielt.
Zusammen mit einem Begleitfilm auf DVD erschien 2009 das fünfte Album Chi vuole essere Fabri Fibra?, dessen erste Single Incomprensioni ein Sample des Liedes Per me è importante von Tiromancino war. Als besonders erfolgreich erwies sich 2010 das nächste Album Controcultura: Es erreichte die Chartspitze und auch die beiden Singles Vip in Trip und Tranne te konnten bis auf Platz zwei der Charts gelangen. Mit Clementino schloss sich Fabri Fibra 2012 zum Projekt Rapstar zusammen und veröffentlichte das Album Non è gratis.
Mit Guerra e pace meldete sich der Rapper 2013 auch solo wieder zurück und erreichte zum dritten Mal Platz eins der Charts. Erfolgreiche Single daraus war Pronti, partenza, via!. Das achte Album Squallor erschien 2015 ohne vorherige Ankündigung. 2016 wurde eine Jubiläumsedition des ersten Erfolgsalbums Tradimento veröffentlicht, 2017 war hingegen das nächste reguläre Album an der Reihe: Fenomeno brachte Fabri Fibra wieder zurück an die Chartspitze.

## Diskografie

### Studioalben
| Jahr | Titel Musiklabel                                  | Höchstplatzierung, Gesamtwochen, AuszeichnungChartplatzierungen (Jahr, Titel, Musiklabel, Platzierungen, Wochen, Auszeichnungen, Anmerkungen) | Höchstplatzierung, Gesamtwochen, AuszeichnungChartplatzierungen (Jahr, Titel, Musiklabel, Platzierungen, Wochen, Auszeichnungen, Anmerkungen) | Anmerkungen                                                                               |
| Jahr | Titel Musiklabel                                  | IT | CH | Anmerkungen                                                                               |
| ---- | ------------------------------------------------- | --- | --- | ----------------------------------------------------------------------------------------- |
| 2002 | Turbe giovanili Vibrarecords                      | IT6 Gold · (8 Wo.)IT | — | Erstveröffentlichung: Februar 2002 Verkäufe: + 25.000; Charteinstieg in IT erst 2010      |
| 2004 | Mr. Simpatia Vibrarecords                         | IT19 Platin · (31 Wo.)IT | — | Erstveröffentlichung: 1. September 2004 Verkäufe: + 50.000; Charteinstieg in IT erst 2017 |
| 2006 | Tradimento Universal                              | IT1 Platin · (49 Wo.)IT | — | Erstveröffentlichung: 26. Mai 2006 Verkäufe: + 50.000                                     |
| 2007 | Bugiardo Universal                                | IT6 Gold · (53 Wo.)IT | — | Erstveröffentlichung: 9. November 2007 Verkäufe: + 25.000                                 |
| 2009 | Chi vuole essere Fabri Fibra? Universal           | IT7 Gold · (22 Wo.)IT | — | Erstveröffentlichung: 10. April 2009 Verkäufe: + 30.000                                   |
| 2010 | Controcultura Universal                           | IT1 ×2Doppelplatin · (67 Wo.)IT | CH79 (2 Wo.)CH | Erstveröffentlichung: 7. September 2010 Verkäufe: + 100.000                               |
| 2012 | Non è gratis                                      | IT7 (10 Wo.)IT | — | Erstveröffentlichung: 31. Januar 2012 als Rapstar, mit Clementino                         |
| 2013 | Guerra e pace Universal                           | IT1 Platin · (43 Wo.)IT | CH45 (2 Wo.)CH | Erstveröffentlichung: 5. Februar 2013 Verkäufe: + 50.000                                  |
| 2015 | Squallor Universal                                | IT2 Gold · (30 Wo.)IT | — | Erstveröffentlichung: 7. April 2015 Verkäufe: + 25.000                                    |
| 2016 | Tradimento - 10 Anni Universal                    | IT3 (14 Wo.)IT | — | Erstveröffentlichung: 2016 Neuauflage des Albums von 2006 mit Bonus-CD                    |
| 2017 | Fenomeno Universal                                | IT1 ×3Dreifachplatin · (76 Wo.)IT | CH52 (2 Wo.)CH | Erstveröffentlichung: 7. April 2017 Verkäufe: + 150.000                                   |
| 2022 | Caos Universal                                    | IT1 ×2Doppelplatin · (58 Wo.)IT | CH15 (3 Wo.)CH | Erstveröffentlichung: 18. März 2022 Verkäufe: + 100.000                                   |
| 2024 | Mr. Simpatia (20th Anniversary Edition) Universal | IT3 (3 Wo.)IT | — | Erstveröffentlichung: 13. September 2024                                                  |
| 2025 | Mentre Los Angeles Brucia Universal               | IT1 Gold · (… Wo.)IT | CH23 (1 Wo.)CH | Erstveröffentlichung: 20. Juni 2025 Verkäufe: + 25.000                                    |

### Livealben
- 2015: Squallor Live

### Kompilationen
| Jahr | Titel Musiklabel               | Höchstplatzierung, Gesamtwochen, AuszeichnungChartplatzierungen (Jahr, Titel, Musiklabel, Platzierungen, Wochen, Auszeichnungen, Anmerkungen) | Höchstplatzierung, Gesamtwochen, AuszeichnungChartplatzierungen (Jahr, Titel, Musiklabel, Platzierungen, Wochen, Auszeichnungen, Anmerkungen) | Anmerkungen                                               |
| Jahr | Titel Musiklabel               | IT | CH | Anmerkungen                                               |
| ---- | ------------------------------ | --- | --- | --------------------------------------------------------- |
| 2010 | Collection                     | IT89 (1 Wo.)IT | — | Boxset aus 4 CDs und DVD                                  |
| 2019 | Il tempo vola 2002-2020 Island | IT4 Gold · (16 Wo.)IT | — | Erstveröffentlichung: 25. Oktober 2019 Verkäufe: + 25.000 |

### Mit Uomini di mare
- 1999: Sindrome di fine millennio
- 2004: Lato & Fabri Fibra (EP)

### Singles
| Jahr | Titel Album                                       | Höchstplatzierung, Gesamtwochen, AuszeichnungChartsChartplatzierungen (Jahr, Titel, Album, Platzierungen, Wochen, Auszeichnungen, Anmerkungen) | Anmerkungen                                                                                       |
| Jahr | Titel Album                                       | IT | Anmerkungen                                                                                       |
| --- | ------------------------------------------------- | --- | ------------------------------------------------------------------------------------------------- |
| 2006 | Applausi per Fibra Tradimento                     | IT6 Gold · (23 Wo.)IT | Erstveröffentlichung: 4. April 2006 Verkäufe: + 25.000                                            |
| 2006 | Mal di stomaco Tradimento                         | — | Erstveröffentlichung: 8. August 2006 Platz 36 (9 Wochen) der Downloadcharts                       |
| 2007 | Bugiardo                                          | IT— Gold (2024)IT | Erstveröffentlichung: 26. Oktober 2007 Verkäufe: + 50.000; Platz 25 (3 Wochen) der Downloadcharts |
| 2008 | La soluzione Bugiardo                             | IT49 (2 Wo.)IT | Erstveröffentlichung: 11. Januar 2008                                                             |
| 2008 | In Italia Bugiardo                                | IT4 Gold · (23 Wo.)IT | Erstveröffentlichung: 14. April 2008 Verkäufe: + 25.000; feat. Gianna Nannini                     |
| 2009 | Incomprensioni Chi vuole essere Fabri Fibra?      | IT32 (3 Wo.)IT | Erstveröffentlichung: 6. März 2009 feat. Federico Zampaglione                                     |
| 2010 | Vip in Trip Controcultura                         | IT2 Platin · (35 Wo.)IT | Erstveröffentlichung: 27. Juli 2010 Verkäufe: + 30.000                                            |
| 2010 | Tranne te Controcultura                           | IT2 ×3Dreifachplatin · (56 Wo.)IT | Erstveröffentlichung: 19. November 2010 Verkäufe: + 90.000                                        |
| 2011 | Le donne Controcultura                            | IT14 Platin · (24 Wo.)IT | Erstveröffentlichung: 22. April 2011 Verkäufe: + 30.000                                           |
| 2012 | L’italiano balla –                                | IT28 (12 Wo.)IT | Erstveröffentlichung: 1. Juli 2012 vs. Crookers                                                   |
| 2012 | Pronti, partenza, via! Guerra e pace              | IT11 Platin · (29 Wo.)IT | Erstveröffentlichung: 12. Dezember 2012 Verkäufe: + 30.000                                        |
| 2013 | Ring ring Guerra e pace                           | IT61 (10 Wo.)IT | Erstveröffentlichung: 29. März 2013                                                               |
| 2013 | Panico Guerra e pace                              | IT30 Platin · (15 Wo.)IT | Erstveröffentlichung: 12. Juli 2013 Verkäufe: + 100.000; mit Neffa                                |
| 2014 | Niente di personale –                             | IT51 (1 Wo.)IT | Erstveröffentlichung: 26. März 2014                                                               |
| 2016 | Lo sto facendo –                                  | IT84 (1 Wo.)IT | Erstveröffentlichung: 6. September 2016                                                           |
| 2017 | Fenomeno                                          | IT12 ×2Doppelplatin · (18 Wo.)IT | Erstveröffentlichung: 3. März 2017 Verkäufe: + 100.000                                            |
| 2017 | Pamplona Fenomeno                                 | IT4 ×4Vierfachplatin · (32 Wo.)IT | Erstveröffentlichung: 5. Mai 2017 Verkäufe: + 200.000; feat. Thegiornalisti                       |
| 2017 | Stavo pensando a te Fenomeno                      | IT7 ×3Dreifachplatin · (27 Wo.)IT | Erstveröffentlichung: 22. September 2017 Verkäufe: + 150.000                                      |
| 2019 | Come mai Il tempo vola 2002-2020                  | IT10 Gold · (8 Wo.)IT | Erstveröffentlichung: 22. November 2019 Verkäufe: + 25.000; mit Franco126                         |
| 2022 | Propaganda Caos                                   | IT10 ×2Doppelplatin · (25 Wo.)IT | Erstveröffentlichung: 18. März 2021 Verkäufe: + 200.000; feat. Colapesce & Dimartino              |
| 2023 | Parafulmini Io non ho paura (Riedizione 2023)     | IT13 ×3Dreifachplatin · (39 Wo.)IT | Erstveröffentlichung: 25. Mai 2023 Verkäufe: + 300.000; mit Ernia & Bresh                         |
| 2024 | In Italia 2024 –                                  | IT16 Platin · (11 Wo.)IT | Erstveröffentlichung: 23. Februar 2024 Verkäufe: + 100.000; feat. Emma & Baby Gang                |
| 2025 | Che gusto c’è Mentre Los Angeles Brucia           | IT6 (… Wo.)IT | Erstveröffentlichung: 23. Mai 2025 feat. Tredici Pietro                                           |
| 2025 | Stupidi Mentre Los Angeles Brucia                 | IT53 (1 Wo.)IT | Erstveröffentlichung: 13. Juni 2025 feat. Papa V & Nerissima Serpe                                |
| Folgende Lieder erschienen nicht als Single, wurden aber durch das Album zum Download und Streaming bereitgestellt und konnten somit eine Platzierung erlangen: |                                                   | |                                                                                                   |
| |                                                   | |                                                                                                   |
| 2013 | Guerra e pace                                     | IT31 (3 Wo.)IT |                                                                                                   |
| 2013 | Dagli sbagli si impara Guerra e pace              | IT80 (1 Wo.)IT |                                                                                                   |
| 2017 | Cronico Fenomeno                                  | IT51 (2 Wo.)IT |                                                                                                   |
| 2017 | Dipinto di blu Fenomeno                           | IT54 (1 Wo.)IT | feat. Laioung                                                                                     |
| 2017 | Equilibrio Fenomeno                               | IT57 (1 Wo.)IT |                                                                                                   |
| 2017 | Money for Dope 2017 Fenomeno                      | IT59 (1 Wo.)IT |                                                                                                   |
| 2017 | Red Carpet Fenomeno                               | IT62 (1 Wo.)IT |                                                                                                   |
| 2017 | Lascia stare Fenomeno                             | IT64 (1 Wo.)IT |                                                                                                   |
| 2017 | Ringrazio Fenomeno                                | IT76 (1 Wo.)IT |                                                                                                   |
| 2017 | Nessun aiuto Fenomeno                             | IT78 (1 Wo.)IT |                                                                                                   |
| 2017 | Ogni giorno Fenomeno                              | IT84 (1 Wo.)IT |                                                                                                   |
| 2017 | Invece no Fenomeno                                | IT85 (1 Wo.)IT |                                                                                                   |
| 2019 | Star Wars Machete Mixtape 4                       | IT4 Platin · (10 Wo.)IT | Verkäufe: + 50.000; Machete, Fabri Fibra & Massimo Pericolo                                       |
| 2019 | Lascia un segno Il tempo vola 2002-2020           | IT67 (1 Wo.)IT | feat. Ernia & Rkomi                                                                               |
| 2022 | Caos                                              | IT2 ×2Doppelplatin · (18 Wo.)IT | Verkäufe: + 200.000; feat. Lazza & Madame                                                         |
| 2022 | Cocaine Caos                                      | IT12 Gold · (3 Wo.)IT | Verkäufe: + 50.000; feat. Guè & Salmo                                                             |
| 2022 | Intro (Cielo) Caos                                | IT13 (2 Wo.)IT |                                                                                                   |
| 2022 | GoodFellas Caos                                   | IT14 (2 Wo.)IT | feat. RoseVillain                                                                                 |
| 2022 | Pronti al peggio Caos                             | IT17 (2 Wo.)IT | feat. Ketama126                                                                                   |
| 2022 | Noia Caos                                         | IT21 (2 Wo.)IT | feat. Marracash                                                                                   |
| 2022 | Stelle Caos                                       | IT23 Gold · (2 Wo.)IT | Verkäufe: + 50.000; feat. Maurizio Carucci                                                        |
| 2022 | Sulla giostra Caos                                | IT24 (1 Wo.)IT | feat. Neffa                                                                                       |
| 2022 | Brutto figlio di Caos                             | IT27 (1 Wo.)IT |                                                                                                   |
| 2022 | Demo nello stereo Caos                            | IT28 (2 Wo.)IT |                                                                                                   |
| 2022 | Nessuno Caos                                      | IT31 (2 Wo.)IT |                                                                                                   |
| 2022 | Fumo erba Caos                                    | IT32 (1 Wo.)IT |                                                                                                   |
| 2022 | Liberi Caos                                       | IT37 (1 Wo.)IT | feat. Francesca Michielin                                                                         |
| 2022 | Amici o nemici Caos                               | IT39 (1 Wo.)IT |                                                                                                   |
| 2022 | El diablo Caos                                    | IT41 (1 Wo.)IT |                                                                                                   |
| 2022 | Outro (Senti) Caos                                | IT47 (1 Wo.)IT |                                                                                                   |
| 2025 | Salsa piccante Mentre Los Angeles Brucia          | IT47 (1 Wo.)IT | feat. Gaia & Massimo Pericolo                                                                     |
| 2025 | Milano Baby Mentre Los Angeles Brucia             | IT68 (1 Wo.)IT | feat. Joan Thiele                                                                                 |
| 2025 | Tutto Andrà Bene Mentre Los Angeles Brucia        | IT74 (1 Wo.)IT |                                                                                                   |
| 2025 | Karma OK Mentre Los Angeles Brucia                | IT77 (1 Wo.)IT |                                                                                                   |
| 2025 | Vivo Mentre Los Angeles Brucia                    | IT82 (1 Wo.)IT |                                                                                                   |
| 2025 | L’avvelenata (Pretesto) Mentre Los Angeles Brucia | IT86 (1 Wo.)IT | feat. Francesco Guccini                                                                           |
| 2025 | Come finirà? Mentre Los Angeles Brucia            | IT88 (1 Wo.)IT |                                                                                                   |
| 2025 | Mio padre Mentre Los Angeles Brucia               | IT92 (1 Wo.)IT |                                                                                                   |
| 2025 | Sbang Mentre Los Angeles Brucia                   | IT94 (1 Wo.)IT | feat. Noyz Narcos                                                                                 |
| 2025 | Tutti pazzi Mentre Los Angeles Brucia             | IT99 (1 Wo.)IT |                                                                                                   |

Weitere Singles
- 2006: Vaffan****o scemo – IT (2018): Gold (25.000+)
- 2009: Speak English
- 2011: Qualcuno normale (feat. Marracash)
- 2012: Ci rimani male / Chimica Brother (mit Clementino)
- 2012: La luce (mit Clementino)
- 2013: Bisogna scrivere
- 2015: Come Vasco
- 2015: Alza il volume (mit Prezioso)
- 2015: Vita da star RMX / Playboy (mit Marracash)
- 2015: Ognuno ha ciò che si merita (mit Big Fish)
- 2016: La pula bussò 2016 (feat. Gemitaiz) – IT: Platin (50.000+)

### Gastbeiträge
| Jahr | Titel Album                                             | Höchstplatzierung, Gesamtwochen, AuszeichnungChartsChartplatzierungen (Jahr, Titel, Album, Platzierungen, Wochen, Auszeichnungen, Anmerkungen) | Anmerkungen |
| Jahr | Titel Album                                             | IT | Anmerkungen |
| --- | ------------------------------------------------------- | --- | --- |
| 2010 | Festa festa Tons of Friends                             | IT35 (23 Wo.)IT | Erstveröffentlichung: 12. März 2010 Crookers feat. Fabri Fibra & Dargen D’Amico                                                 |
| 2012 | Dietro front L’erba cattiva                             | IT98 (1 Wo.)IT | Erstveröffentlichung: 18. Mai 2012 Emis Killa feat. Fabri Fibra                                                                 |
| 2013 | Fisico & politico                                       | IT14 Gold · (17 Wo.)IT | Erstveröffentlichung: 6. September 2013 Verkäufe: + 15.000; Luca Carboni feat. Fabri Fibra                                      |
| 2018 | Barracuda                                               | IT63 (1 Wo.)IT | Erstveröffentlichung: 6. April 2018 Boomdabash feat. Jake La Furia & Fabri Fibra                                                |
| 2018 | Fotografia Notti brave                                  | IT6 ×3Dreifachplatin · (41 Wo.)IT | Erstveröffentlichung: 1. Mai 2018 Verkäufe: + 150.000; Carl Brave feat. Francesca Michielin & Fabri Fibra                       |
| 2019 | Calipso –                                               | IT1 ×4Vierfachplatin · (34 Wo.)IT | Erstveröffentlichung: 26. April 2019 Verkäufe: + 200.000; Charlie Charles & Dardust feat. Sfera Ebbasta, Mahmood & Fabri Fibra  |
| 2019 | Yoshi Machete Mixtape 4                                 | IT2 ×4Vierfachplatin · (49 Wo.)IT | Erstveröffentlichung: 13. September 2019 Verkäufe: + 280.000; Machete, Dani Faiv & Tha Supreme feat. Fabri Fibra                |
| 2020 | Mal di testa This Is Elodie                             | IT76 (1 Wo.)IT | Erstveröffentlichung: 23. Januar 2020 Elodie feat. Fabri Fibra                                                                  |
| 2020 | Bataclan Maxtape                                        | IT87 (1 Wo.)IT | Erstveröffentlichung: 10. Juli 2020 Nerone feat. Fabri Fibra                                                                    |
| 2021 | Il mio amico Madame                                     | IT11 Platin · (16 Wo.)IT | Erstveröffentlichung: 15. Januar 2021 Verkäufe: + 70.000; Madame feat. Fabri Fibra                                              |
| 2022 | Contrabbando –                                          | IT74 (1 Wo.)IT | Erstveröffentlichung: 8. Juli 2022 Tropico feat. Cesare Cremonini & Fabri Fibra                                                 |
| 2023 | Obladi oblada –                                         | IT43 (3 Wo.)IT | Erstveröffentlichung: 15. Juni 2023 Charlie Charles feat. Ghali, Thasup & Fabri Fibra                                           |
| 2023 | Fino al giorno nuovo Free Love                          | IT45 (1 Wo.)IT | Erstveröffentlichung: 14. September 2023 Negramaro feat. Fabri Fibra                                                            |
| Folgende Lieder erschienen nicht als Single, wurden aber durch das Album zum Download und Streaming bereitgestellt und konnten somit eine Platzierung erlangen: |                                                         | | |
| |                                                         | | |
| 2017 | Dopo esco Pizzicato                                     | IT55 (2 Wo.)IT | Izi feat. Fabri Fibra |
| 2018 | Pezzo trap Davide                                       | IT23 Gold · (5 Wo.)IT | Gemitaiz feat. Fabri Fibra Verkäufe: + 25.000                                                                                   |
| 2019 | Box Logo Re Mida                                        | IT24 Gold · (3 Wo.)IT | Lazza feat. Fabri Fibra Verkäufe: + 25.000                                                                                      |
| 2019 | Saluti Mattoni                                          | IT9 Gold · (3 Wo.)IT | Verkäufe: + 35.000; Night Skinny feat. Guè Pequeno, Fabri Fibra, Rkomi & Carolina Márquez                                       |
| 2019 | Bad People Mattoni                                      | IT13 (2 Wo.)IT | Night Skinny feat. Noyz Narcos & Fabri Fibra                                                                                    |
| 2019 | Presidenziale La bella musica                           | IT53 (1 Wo.)IT | Vegas Jones feat. Fabri Fibra                                                                                                   |
| 2019 | Stai zitto Playlist                                     | IT2 ×2Doppelplatin · (30 Wo.)IT | Verkäufe: + 100.000; Salmo feat. Fabri Fibra                                                                                    |
| 2019 | Parano1a K1d 23 6451                                    | IT19 (3 Wo.)IT | Tha Supreme feat. Fabri Fibra                                                                                                   |
| 2019 | Dio perdona io no                                       | IT85 (1 Wo.)IT | Enzo Dong feat. Fabri Fibra |
| 2020 | Avvoltoi Garbage                                        | IT32 (1 Wo.)IT | Nitro feat. Fabri Fibra |
| 2020 | Non me ne frega un cazzo Gemelli                        | IT11 Gold · (4 Wo.)IT | Verkäufe: + 35.000; Ernia feat. Fabri Fibra                                                                                     |
| 2020 | Sparami 17                                              | IT6 Gold · (4 Wo.)IT | Verkäufe: + 35.000; Emis Killa & Jake La Furia feat. Salmo & Fabri Fibra                                                        |
| 2020 | 5G BV3                                                  | IT34 (2 Wo.)IT | Bloody Vinyl, Slait, Young Miles & Low Kidd feat. Nitro, Fabri Fibra & Jake La Furia                                            |
| 2020 | Pazzo Riot                                              | IT65 (1 Wo.)IT | Izi feat. Fabri Fibra |
| 2020 | In una Benz QVC9                                        | IT16 (2 Wo.)IT | Gemitaiz feat. Fabri Fibra |
| 2022 | Faccio cose X2                                          | IT25 (1 Wo.)IT | Sick Luke feat. Jake La Furia, Fabri Fibra & Izi                                                                                |
| 2022 | 18 Anni We the Squad Vol. 1                             | IT82 (1 Wo.)IT | SLF feat. MV Killa, Geolier & Fabri Fibra                                                                                       |
| 2022 | BTX Posse Botox                                         | IT16 Gold · (6 Wo.)IT | Verkäufe: + 50.000; Night Skinny feat. Coez, Ernia, Fabri Fibra, Geolier, Guè, Lazza, L’immortale, MamboLosco, Paky & Tony Effe |
| 2023 | Proibito 10                                             | IT43 (1 Wo.)IT | Drillionaire feat. Taxi B, Mahmood & Fabri Fibra                                                                                |
| 2023 | Restiamo soli QVC 10 – Quello che vi consiglio, Vol. 10 | IT36 (1 Wo.)IT | Gemitaiz feat. Fabri Fibra |
| 2024 | Mai Più Maya                                            | IT71 (1 Wo.)IT | Mace feat. Fabri Fibra, Fulminacci & Vins                                                                                       |
| 2024 | Fogliemorte –                                           | IT66 (1 Wo.)IT | Erstveröffentlichung: 12. April 2024 Neffa feat. Fabri Fibra                                                                    |
| 2024 | Non mi vedi L’angelo del male                           | IT36 (1 Wo.)IT | Baby Gang feat. Higashi, Fabri Fibra, Ernia, Rkomi & Geolier                                                                    |
| 2024 | Peyote Protomaranza                                     | IT58 Gold · (15 Wo.)IT | Verkäufe: + 50.000; Articolo 31 feat. Fabri Fibra & Rocco Hunt                                                                  |
| 2024 | Walzer Containers                                       | IT21 (2 Wo.)IT | Night Skinny feat. Papa V, Nerissima Serpe & Fabri Fibra                                                                        |

Weitere Gastbeiträge
- 2016: Ali e radici (Jake La Furia feat. Fabri Fibra)
- 2019: Jeans strappati (Ketama 126 feat. Fabri Fibra, IT: Gold) (50.000+)

## Auszeichnungen für Musikverkäufe
Anmerkung: Auszeichnungen in Ländern aus den Charttabellen bzw. Chartboxen sind in ebendiesen zu finden.
| Land/RegionAuszeichnungen für Musikverkäufe (Land/Region, Auszeichnungen, Verkäufe, Quellen) | Gold       | Platin       | Verkäufe  | Quellen |
| -------------------------------------------------------------------------------------------- | ---------- | ------------ | --------- | ------- |
| Italien (FIMI)                                                                               | 22× Gold22 | 50× Platin50 | 3.575.000 | fimi.it |
| Insgesamt                                                                                    | 22× Gold22 | 50× Platin50 |           |         |